# Ларкспер (Калифорнија)
Ларкспер (енгл. Larkspur) град је у америчкој савезној држави Калифорнија. По попису становништва из 2010. у њему је живело 11.926 становника.

## Демографија
Према попису становништва из 2010. у граду је живело 11.926 становника, што је 88 (0,7%) становника мање него 2000. године.
| Група             | 2000.          | 2010.         |
| Белци             | 10.623 (88,4%) | 9.791 (82,1%) |
| Афроамериканци    | 96 (0,8%)      | 186 (1,6%)    |
| Азијати           | 466 (3,9%)     | 563 (4,7%)    |
| Хиспаноамериканци | 515 (4,3%)     | 918 (7,7%)    |
| Укупно            | 12.014         | 11.926        |